# 苗栗神社
24°33′22″N 120°48′43″E / 24.556066°N 120.811883°E苗栗神社為台灣日治時期位於苗栗街的神社，社格為縣社，為戰前在苗栗地區神格最高之神社。神社所在的將軍山（今貓裏山公園）為北白川宮能久親王的御遺跡地，而神社於1938年（昭和13年）11月4日時「鎮座」（落成啟用），祭神為能久親王、明治天皇與開拓三神（大國魂命、大己貴命與少彥名命）。苗栗神社現址部分為苗栗縣忠烈祠，部分為淨覺院，至今仍留存部分殘構遺址。

## 介紹
苗栗神社的地點因北白川宮能久親王曾於1895年在此處紮營，故稱將軍山，此地後來又被列為御遺跡地之一。苗栗神社擇址於此（地址為苗栗街苗栗767番地），於1937年11月動工，占地47,832坪，1938年11月4日舉行鎮座祭。神社座向東北，含有遙望日本帝國都城東京皇宮之意。神社的設施包含了本殿（白木神明造銅版茸）、拜殿（同本殿）、中門（同本殿）、手水社（同本殿）、祭器庫（磚及鋼筋混凝土造）、社務所（木造平屋建銅版茸）和社長宿舍（木造）。1945年4月12日，苗栗神社與桃園神社同時自「無格社」升格為「縣社」。
二戰後，苗栗神社被改建為淨覺院和忠烈祠。而為了紀念羅福星曾旅居於苗栗街田寮（苗栗市福星里），將軍山被改名為「福星山」於1997年又改為原名「貓貍山」，2009年6月24日正名為「貓裏」。苗栗神社至今僅存神社石垣、石階、原神社門兩側石燈籠座、部分玉垣、揭示牌座、記念碑。

## 例祭日
苗栗神社的例祭日為10月28日，此日為北白川宮能久的終焉之日。

## 其他[4]

### 神職氏名
- 社掌：齋藤武雄

### 氏子總代氏名
- 藤崎新吉
- 立石賢治
- 中島一男
- 根本庄之助
- 中村安太郎
- 成澤泰市
- 高原秋藏
- 岡本雲興
- 松林忠太郎
- 清水盛雄